# Florelle
Odette Élisa Joséphine Marguerite Rousseau dite Odette Florelle ou Florelle, née le 9 août 1898 aux Sables-d'Olonne et morte le 28 septembre 1974 à La Roche-sur-Yon, est une chanteuse et actrice française, active surtout dans l'entre-deux-guerres.

## Biographie
Malgré ses attaches avec le département de la Vendée, Florelle incarne une figure féminine de « titi » parisien, et a aussi été une vedette de renommée internationale.
Elle est issue d'une famille aisée habitant le quartier de La Chaume, le plus ancien de la ville des Sables-d’Olonne. Son père, employé de mairie, quitte ce travail pour se lancer dans les affaires et la famille part vivre à Paris ; sa mère travaille au café La Cigale à partir de 1909.
C’est là qu’Odette commence à paraître sur scène, dès l’âge de 13 ans. Elle est notamment la partenaire de Raimu débutant dans un sketch intitulé Le Marseillais et la Parigote. Elle travaille dans différents établissements, puis, en 1914, part pour sa première tournée à l’étranger avec la troupe de L’Européen ; c’est alors qu’elle adopte le pseudonyme de Florelle, du nom d’un comédien de la troupe, Jean Flor. La tournée est interrompue début août, à Vienne (Autriche), par le déclenchement de la Première Guerre mondiale.
Après la guerre, elle est remarquée par Maurice Chevalier, avec qui elle participe à trois films au début des années 1920. Florelle reste cependant attachée au music-hall. En 1925, la troupe de Madame Rasimi passe à l'Esperanza Iris Theatre (en) à Mexico et engage sur place Florelle ; elle est choisie comme doublure de Mistinguett et est à ce titre meneuse de la revue Ça, c’est Paris dans la tournée en Amérique du Sud.
De retour à Paris, elle mène une seconde version de Ça, c’est Paris à partir de 1927 ; en 1928-29, elle est de nouveau en tournée internationale en Europe ; c’est alors qu’elle est remarquée par le cinéaste autrichien Georg Wilhelm Pabst.
Pendant les années 1930, elle se consacre beaucoup au cinéma, où son activité est intense de 1930 à 1936 ; après L'Opéra de quat'sous (version française), elle tourne de nouveau avec Pabst (L'Atlantide), mais aussi avec Robert Siodmak (Tumultes), Raymond Bernard (Les Misérables), Fritz Lang (Liliom), Jean Renoir (Le Crime de monsieur Lange). Sur scène, elle joue en 1934 le rôle-titre de la comédie musicale Marie Galante, de Jacques Deval, dans laquelle elle retrouve la musique de Kurt Weill, mais qui ne rencontre pas le succès. Elle enregistre plusieurs disques, liés ou non aux films qu’elle tourne. En 1932, elle publie ses souvenirs dans le journal Marianne.
Le 12 juin 1936, alors qu'elle se rendait aux Sables d'Olonne à bord d'une voiture américaine, elle prit à trop grande vitesse le virage de Foucauges ; un pneu du véhicule éclata et la voiture partit en tonneau. Durant ses ambardées, il y eut 3 victimes : Jules HEURTELOUP, un cycliste, 29 ans, gravement blessé à la tête ; Alphonse OLIVIER, 24 ans, cycliste, fut tué sur le coup ; son cousin, Joseph BOURDAIS, 16 ans, domicilié en MAYENNE, eut les jambes et un bras fracturés. La vedette de cinéma sortit indemne.
Elle suspend son activité au cinéma pendant la guerre.
Par la suite, sa carrière décline : son seul film notable de l’après-guerre est Gervaise de René Clément.
Elle vit quelques années tenant un café aux Sables-d'Olonne. Elle repart un moment à Paris, puis retourne aux Sables, habitant jusqu'à sa mort dans une petite maison rue Fleurie, en arrière du front de mer (elle vendait les œufs de ses poules aux habitants du quartier des Présidents). Elle meurt en 1974 dans un certain oubli et, semble-t-il, dans la pauvreté.

## Hommage
« La télévision n'a pas jugé utile de rendre l'hommage d'une soirée à celle qui fut, dans les années 30, notre actrice de cinéma la plus originale parce que la plus spontanée. À Florelle, interprète de Pabst pour la version française de L'Opéra de quat'sous, de Fritz Lang pour Liliom, tourné à Paris. À Florelle, La Dame de chez Maxim's la plus gouailleuse et la plus vraie de l'écran et la Fantine idéale de Victor Hugo dans Les Misérables, de Raymond Bernard. À Florelle, la blanchisseuse Valentine du Crime de M. Lange, de Jean Renoir. Elle est donc morte oubliée.[...]
Florelle fut la contemporaine et l'égale des « réalistes » à la voix grave et chaude comme Lys Gauty, Lucienne Boyer et Suzy Solidor. Car cette actrice de cinéma formée à l'école du music-hall était aussi une interprète inspirée de « chansons à textes », dont on ne retrouve pas aujourd'hui l'intuition poétique sans en subir le charme et le trouble. Il faut entendre Florelle détailler avec des tristesses rentrées et le cafard de la fatalité sociale la Complainte des filles de Bordeaux, Sur le bitume et Y a des soirs. »

— Jacques Siclier, Le Monde, 7 novembre 1974
Le 19 novembre 1983, l'émission À nous deux de Michel Thoulouze, présentée par Patrick Poivre d'Arvor sur Antenne 2 à la mi-journée, lui consacre un de ses reportages sous le titre Au coin de la rue Florelle, avec le désir d'assurer le souvenir de la grande actrice et chanteuse.

## Filmographie partielle
- 1912 : Le Masque d'horreur d'Abel Gance
- 1913 : La Petite Fifi d'Henri Pouctal
- 1922 : Gonzague d'Henri Diamant-Berger (avec Maurice Chevalier)
- 1923 : Jim Bougne, boxeur de Henri Diamant-Berger (idem) : Floflo
- 1923 : L'Affaire de la rue de Lourcine de Henri Diamant-Berger (idem) : Norine Lenglumé
- 1930 : L'amour chante de Robert Florey (avec Saturnin Fabre, Fernand Gravey)
- 1930 : El Amor solfeando (en) d'Armand Guerra (E/F/All.)
- 1930 : Le Procureur Hallers de Robert Wiene
- 1931 : Le Poignard malais de Roger Goupillières
- 1931 : Ma tante d'Honfleur de André Gillois : Albertine
- 1931 : Faubourg Montmartre de Raymond Bernard (avec Charles Vanel, Gaby Morlay) : Irène
- 1931 : Gagne ta vie d'André Berthomieu : elle-même
- 1931 : Atout cœur d'Henry Roussell : Sylvine
- 1931 : L'Opéra de quat'sous de Georg Wilhelm Pabst : Polly Peachum (All., en français)
- 1931 : Autour d'une enquête de Robert Siodmak et Henri Chomette : Erna Kabisch
- 1932 : Vacances de Robert Boudrioz : Paulette
- 1932 : Le Fils improvisé de René Guissart : Maud
- 1932 : La Merveilleuse Journée de Robert Wyler et Yves Mirande : Gladys
- 1932 : La Femme nue de Jean-Paul Paulin : Lolette
- 1932 : dans la version française L'Atlantide, dans la version allemande Die Herrin von Atlantis et dans la version anglaise : The Mistress of Atlantis, de Georg Wilhelm Pabst : Clémentine (en français) ; Clementine (en allemand et en anglais)
- 1932 : Tumultes de Robert Siodmak (avec Charles Boyer) : Ania
- 1933 : La Dame de chez Maxim's d'Alexander Korda : la Môme Crevette (UK)
- 1933 : Le Grand Bluff de Maurice Champreux : Monique Langer
- 1933 : Les Deux Canards d'Erich Schmidt : Yvonne Béjun
- 1934 : Les Misérables de Raymond Bernard : Fantine
- 1934 : Liliom de Fritz Lang : Mme Muskat
- 1935 : Amants et Voleurs de Raymond Bernard : Irma Lurette
- 1935 : La Marmaille de Dominique Bernard-Deschamps
- 1936 : Le Crime de monsieur Lange de Jean Renoir : Valentine
- 1937 : Les Anges noirs de Willy Rozier : Aline
- 1938 : Clodoche de Raymond Lamy (avec Jules Berry)
- 1941 : Sixième Étage de Maurice Cloche : Mme Lescalier
- 1945 : Les Caves du Majestic de Richard Pottier (avec Albert Préjean : Maigret) : Charlotte Donge
- 1952 : Trois Femmes d'André Michel
- 1955 : Oasis d'Yves Allégret (avec Michèle Morgan) : Madame Natkine (F/All.)
- 1956 : Gervaise de René Clément : Maman Coupeau
- 1956 : Le Sang à la tête de Gilles Grangier (avec Jean Gabin) : Sidonie Vauquier

## Théâtre
- 1922 : La Sonnette d'alarme de Maurice Hennequin et Romain Coolus, Théâtre de l'Athénée

## Discographie
- Florelle 1927-1934, Chansophone, CD de 25 titres avec notamment les chansons de L'Opéra de quat'sous (Complainte de Mackie, Le Chant de Barbara, La Fiancée du Pirate, Chant des Canons), de Liliom (Viens, gosse de gosse), de Tumultes (Qui j'aime).
- Kurt Weill Berlin-Paris-Broadway 1928-1938, un double CD EPM avec deux chansons de L'Opéra de quat'sous (Complainte de Mackie, Le Chant de Barbara) et quatre chansons de Marie Galante (Le Grand Lustucru, J'attends un navire, Le Roi d'Aquitaine, Les Filles de Bordeaux)